# Floyd County (Texas)

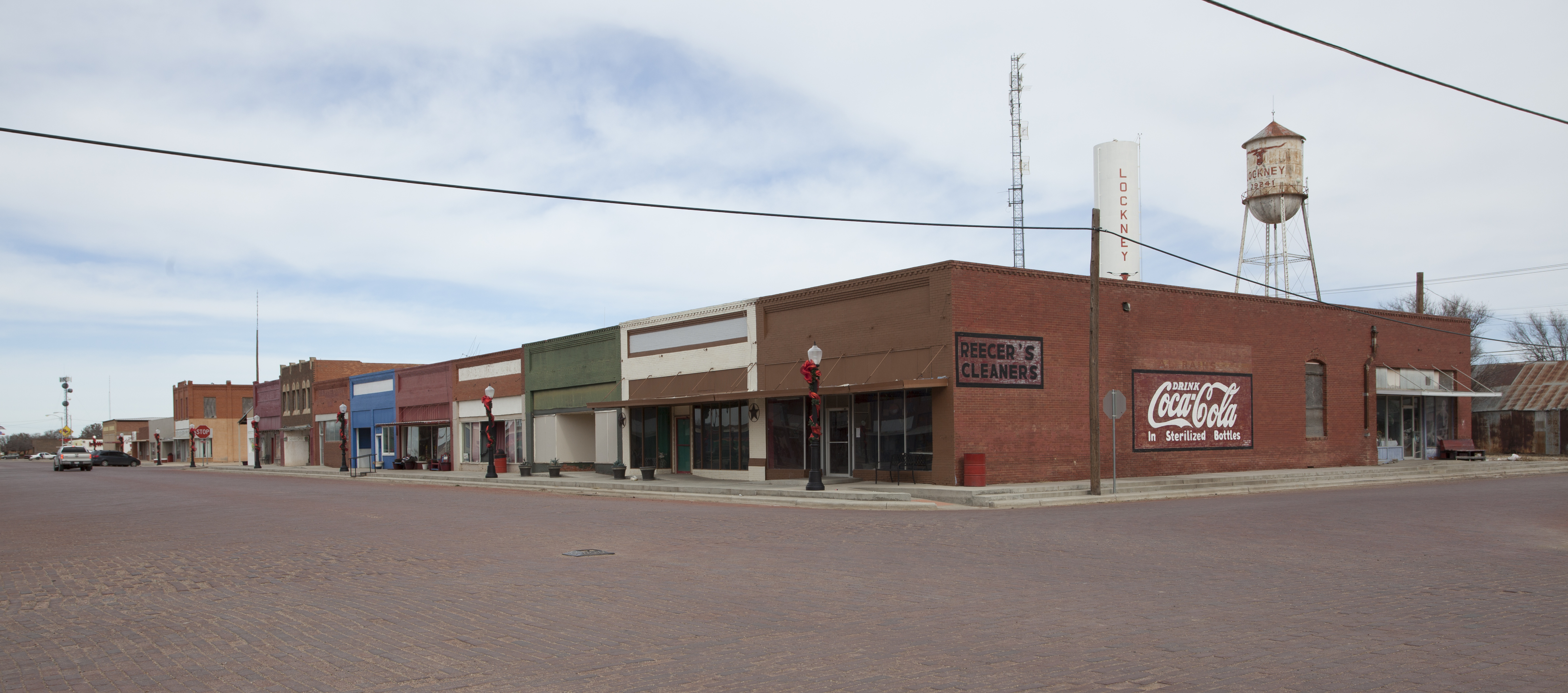
Ortszentrum von Lockney

Das Floyd County ist ein County im Bundesstaat Texas der Vereinigten Staaten. Das U.S. Census Bureau hat bei der Volkszählung 2020 eine Einwohnerzahl von 5.402 ermittelt. Der Sitz der Countyverwaltung (County Seat) befindet sich in Floydada.

## Geographie
Das County liegt nordwestlich des geographischen Zentrums von Texas und ist im Nordosten etwa 90 km von Oklahoma entfernt und im Westen etwa 120 km von New Mexico. Es hat eine Fläche von 2571 Quadratkilometern, wovon 1 Quadratkilometer Wasserfläche ist. Es grenzt im Uhrzeigersinn an folgende Countys: Briscoe County, Motley County, Crosby County, Hale County und Swisher County.

## Geschichte
Der Konquistador Francisco Vásquez de Coronado bewegte sich 1541 wahrscheinlich durch das heutige County oder dessen nähere Umgebung. Die Comanchen nutzten später den Quitaque Peak als Orientierungspunkt, wenn sie in die Region zum Handel mit europäischen Siedlern kamen. Die Texanische Santa-Fe-Expedition kampierte im nordöstlichen Teil des Countys und traf hier die verhängnisvolle Entscheidung, die Gruppe zu trennen.
Floyd County wurde am 21. August 1876 auf Beschluss der Texas Legislature („Texanisches Parlament“) aus Teilen des Bexar County und des Young County gebildet. Die Verwaltungsorganisation wurde am 28. Mai 1890 abgeschlossen. Benannt wurde es nach Dolphin Ward Floyd (1804–1836), der auf Seiten der texanischen Unabhängigkeitskämpfer bei der Schlacht von Alamo fiel.
Die ersten weißen Siedler im County trafen 1884 mit Arthur B. Duncan und seiner Familie ein, die sich im Blanco Canyon niederließen. Vier Jahre später entstand die erste Schule in Della Plain. Mit der zunehmenden Einwohnerzahl entstand eine hitzige Rivalität zwischen Della Plain, Lockney und Floyd City darum, welcher Ort Verwaltungssitz sein sollte. Letztendlich entschied Floyd City, das heutige Floydada, das Rennen für sich, nachdem der Supreme Court of Texas („Oberster Gerichtshof von Texas“) den Einspruch der Konkurrenz abgewiesen hatte.

## Demografische Daten

Alterspyramide des Floyd Countys (Stand: 2000)

Nach der Volkszählung im Jahr 2000 lebten im Floyd County 7.771 Menschen in 2.730 Haushalten und 2.110 Familien. Die Bevölkerungsdichte betrug 3 Einwohner pro Quadratkilometer. Ethnisch betrachtet setzte sich die Bevölkerung zusammen aus 74,16 Prozent Weißen, 3,38 Prozent Afroamerikanern, 0,76 Prozent amerikanischen Ureinwohnern, 0,17 Prozent Asiaten, 0,05 Prozent Bewohnern aus dem pazifischen Inselraum und 19,66 Prozent aus anderen ethnischen Gruppen; 1,81 Prozent stammten von zwei oder mehr Ethnien ab. 45,93 Prozent der Einwohner waren spanischer oder lateinamerikanischer Abstammung.
Von den 2.730 Haushalten hatten 39,4 Prozent Kinder oder Jugendliche, die mit ihnen zusammen lebten. 63,9 Prozent waren verheiratete, zusammenlebende Paare 9,7 Prozent waren allein erziehende Mütter und 22,7 Prozent waren keine Familien. 21,3 Prozent waren Singlehaushalte und in 12,3 Prozent lebten Menschen im Alter von 65 Jahren oder darüber. Die durchschnittliche Haushaltsgröße betrug 2,79 und die durchschnittliche Familiengröße betrug 3,26 Personen.
31,4 Prozent der Bevölkerung war unter 18 Jahre alt, 7,4 Prozent zwischen 18 und 24, 24,4 Prozent zwischen 25 und 44, 20,7 Prozent zwischen 45 und 64 und 16,2 Prozent waren 65 Jahre alt oder älter. Das Medianalter betrug 35 Jahre. Auf 100 weibliche Personen kamen 93,8 männliche Personen und auf 100 Frauen im Alter von 18 Jahren oder darüber kamen 89,9 Männer.
Das jährliche Durchschnittseinkommen eines Haushalts betrug 26.851 USD, das Durchschnittseinkommen einer Familie betrug 32.123 USD. Männer hatten ein Durchschnittseinkommen von 25.487 USD, Frauen 18.929 USD. Das Prokopfeinkommen betrug 14.206 USD. 19,5 Prozent der Familien und 21,5 Prozent der Einwohner lebten unterhalb der Armutsgrenze.

## Kultur und Sehenswürdigkeiten
Drei Bauwerke und Stätten des Countys sind im National Register of Historic Places (NRHP) eingetragen (Stand 21. Mai 2019).

## Orte im County
- Aiken
- Barwise
- Cedar Hill
- Cereal
- Dougherty
- Floydada
- Johnfarris
- Lakeview
- Lockney
- Lone Star
- McCoy
- Muncy
- Sandhill
- South Plains
- Sterley